# Њујоршки плавци (6. сезона)
Њујоршки плавци је америчка телевизијска полицијска серија смештена у Њујорку која приказује унутрашње и спољашње борбе измишљене 15. станице на Менхетну.
Сезона 6 је емитована од 20. октобра 1998. до 25. маја 1999. године.

## Опис
Сезона 6 је означила велики преокрет у историји серије, јер је Смит одлучио да не обнови свој уговор и напусти серију. У 5. епизоди, само епизоду након што је оженио Раселову на скромном венчању, Симон се срушио због увећаног срца и касније грам инфекције изазива компликацију трансплантације срца. Смитса је заменио Рик Шродер као детектив Дени Соренсон у 6. епизоди. Такође током 6. сезоне Шерон Лоренс је напустила главну поставу у 12. епизоди и заменио ју је Бил Брочрап као нови стални ЛАП Џон Ирвин. У 20. епизоди је дошло до шокантне смрти Костасове, која је случајно упуцана у судници током суђења осумњиченом за убиство ЛАП Долорес Мајо. Костасине последње речи су биле "Чувај дете" Сиповицу, који размишља да се повуче из одељења. Ипак, то не ради. Мало касније Сиповиц диже ниво разумевања према ЛАП Џону Ирвину, који је хомосексуалац.

## Улоге

### Главне
- Џими Смитс као Боби Симон (Епизоде 1-5)
- Денис Франц као Енди Сиповиц
- Рик Шродер као Дени Соренсон (Епизоде 6-22)
- Џејмс МекДенијел као Артур Фенси
- Ким Дилејни као Дајен Расел-Симон
- Гордон Клап као Грег Медавој
- Николас Туртуро као Џејмс Мартинез
- Андреа Томпсон као Џил Киркендал
- Шерон Лоренс као ПОТ Силвија Костас-Сиповиц (Епизоде 1-10)
- Бил Брочрап као ЛАП Џон Ирвин (Епизоде 13-22)

### Епизодне
- Шерон Лоренс као ПОТ Силвија Костас Сиповиц (Епизоде 15, 18, 20-21)
- Гејл О’Греди као ЛАП Дона Абандандо (Епизода 18)
- Бил Брочрап као ЛАП Џон Ирвин (Епизоде 1, 5, 7, 9, 12)

## Епизоде
| Бр. у серији | Бр. у сезони | Наслов                  | Редитељ        | Сценариста                           | Емитовање          |
| --- | ------------ | ----------------------- | -------------- | ------------------------------------ | ------------------ |
| 111 | 1            | Топ гумица              | Марк Тинкер    | Дејвид Милч, Стивен Бочко, Бил Кларк | 20. октобар 1998.  |
| Симон, Сиповиц и Фенси су најавили присуство пензионисаног полицајца Мајка Робертса, кога је ангажовао отац убијене жртве да пази на синовљеву наводну хомосексуалност. У међувремену Костасова помаже Раселовој и Киркендаловој у истрази силовања тинејџерке, а Симон помаже дечку зубареве ћерке, али изгледа не баш добро. Напомена: Поновна стална појава ПОТ Силвије Костас.                                                                        |              |                         |                |                                      |                    |
| 112 | 2            | Полицајац у боци        | Парис Берклеј  | Дејвид Милч, Стивен Бочко, Бил Кларк | 27. октобар 1998.  |
| Детективи истражују дупло убиство у које је умешан један њихов полицајац алкохоличар, али не може да се сети кључног детаља о инциденту. Ситуација постаје још тежа када поручник покушава да искористи инцидент да га избаци из јединице. Поврх свега здравље утиче на Бобија који се срушио на месту злочина и одведен је у болницу. |              |                         |                |                                      |                    |
| 113 | 3            | Укоченост и број        | Марк Тинкер    | Дејвид Милч, Стивен Бочко, Бил Кларк | 10. новембар 1998. |
| Сиповиц, Мартинез и Медавоја покушавају да реше збуњујућу информацију добијену од осумњиченог за убиство Пакистанца, који је пронађен полу-го у парку. Симоново здравље наставља да брине Раселову и доводи Сиповица у сукоб са свима, чак и Костасовом. |              |                         |                |                                      |                    |
| 114 | 4            | Братовљев старатељ      | Дона Дич       | Дејвид Милч, Стивен Бочко, Бил Кларк | 17. новембар 1998. |
| Поручник Фенси диже цело Њујоршко полицијско одељење у помоћ због Симонове кризе са здрављем, док су његове колеге из 15-те фрустриране јер не могу да помогну колеги. У међувремену Сиповиц, Мартинез и Медавој истражују двојицу браће због убиства њихове 72-годишње мајке. |              |                         |                |                                      |                    |
| 115 | 5            | Срца и душе             | Парис Берклеј  | Дејвид Милч, Стивен Бочко, Бил Кларк | 24. новембар 1998. |
| Сиповиц долази до изненађујућег састанка са бившом женом, а Симонова медицинска криза се завршава најгорим могућим завршетком. Напомена: Последња појава Бобија Симона. |              |                         |                |                                      |                    |
| 116 | 6            | Дени Бој                | Марк Тинкер    | Дејвид Милч, Стивен Бочко, Бил Кларк | 1. децембар 1998.  |
| Дени Соренсон се пребацио из Наркотика у детективско одељење 15-те станице. Док он и Сиповиц истражују дупло убиство, Соренсон се бори да победи сумњу јединице у његове технике и намере. У међувремену је Костасова оманула да осуди тинејџера, па тражи помоћ од Сиповица и првобитног детектива, наредника Дорнана, који не реагују. Напомена: Прва појава Денија Соренсона.                                                                          |              |                         |                |                                      |                    |
| 117 | 7            | Чешки одскок            | Парис Берклеј  | Дејвид Милч, Бил Кларк               | 8. децембар 1998.  |
| Сиповиц менторише Соренсону док истражују убиство неколико продаваца, Раселова и Киркендалова истражују убиство у стриптиз-бару и откривају да је ЛАП Долорес Мајо радила тамо као плесачица, а Енди добија информације од наредника Дорнана, али прекасно да би помогао Силвији и невином човеку у затвору. |              |                         |                |                                      |                    |
| 118 | 8            | Побеснели бикови        | Стивен ДеПол   | Дејвид Милч, Стивен Бочко, Бил Кларк | 15. децембар 1998. |
| Белац, полицајац који није био на дужности, је упуцао полицајца црнца на тајном задатку када је видео осумњичене у злочину који је у току. Белац позорник је Симански, исти позорник који је зауставио поручника Фенсија због вожње у блачком крају, што доводи до насилне експлозије и расистичких тензија између Сиповица и Фенсија. Дајен и Џил помађу Долорес Мајо у проблему. Енди се саветује са Силвијом.                                          |              |                         |                |                                      |                    |
| 119 | 9            | Место прљавштине        | Мајкл М. Робин | Дејвид Милч, Бил Кларк               | 5. јануар 1999.    |
| Раселова и Соренсон покушавају да реше случај убадања тако да Киркендалин син, који је сведок инцидента, немора да сведочи, Грег и Џејмс решавају случај бескућника који је претучен на смрт, ЛАП Џон Ирвин покушава да помогне Долорес Мајо, Енди, Силвија и наредник Дорнан удружују снаге да помогну човеку, који је осуђен на основу признања о злочину, послат у затвору и тамо убијен, а раселова се бори са пиће.                                  |              |                         |                |                                      |                    |
| 120 | 10           | Покажи и реци           | Марк Бакленд   | Дејвид Милч, Бил Кларк               | 12. јануар 1999.   |
| Сиповиц и Соренсон су фрустрирани када људи из ФБи-ја и БУК-а дођу усред њихове истраге породице прљавог полицајца који је умешан у пљачку-убиство. У међувремену Медавој се нервира што је био предмет Сиповицеве шале, Силвија назире крај случаја Суарез, а Дајен, која је још у жалости, тражи помоћ. Напомена: Поновна последња стална појава ПОТ Силвије Костас.                                                                                    |              |                         |                |                                      |                    |
| 121 | 11           | Велика теорија праска   | Џејк Полтро    | Дејвид Милч, Бил Кларк               | 9. фебруар 1999.   |
| У стану у једној згради је жиголо главни осумњичени када је старија жена која га је "посетила" убијена, а Соренсон тражи савет од Сиповица јер му је друг на ивици нервног слома. |              |                         |                |                                      |                    |
| 122 | 12           | Шта има, Чак?           | Боб Доерти     | Дејвид Милч, Бил Кларк               | 16. фебруар 1999.  |
| "Горе" Џон тера Долорес низбрдо, што може да се заврши катастрофално, а Сиповиц и Соренсон истражују њен нестанак и суочавају се са високо профилисаним адвокатом из Сиповицеве прошлости. У међувремену случај дисфункционалне породице доводи Грега и Џејмса до случаја убиства, а Дајен и Џил добијају чудан случај који може да буде случај убиства, отмице или нечег другог.                                                                         |              |                         |                |                                      |                    |
| 123 | 13           | Мртвакиња хода          | Парис Берклеј  | Дејвид Милч, Бил Кларк               | 23. фебруар 1999.  |
| Девојку, за коју се мислило да је мртва, није мајка добро идентификовала. У међувремену детективи из 15-те су под присмотром која се завршава насилно, Фенси покушава да помогне нареднику Дорнану око његовог лошег понашања, а Хенри Кофилд улепшава Дајен дан. |              |                         |                |                                      |                    |
| 124 | 14           | Рафаелов пакао          | Метју Пен      | Дејвид Милч, Бил Кларк               | 2. март 1999.      |
| Млада девојка је пронађена мртва у подруму своје зграде, а Соренсон и Сиповиц се ослањају на своје инстинкте да би сузили списак осумњичених, старији господин сумњичи своју млађу девојку да му крае новац, а Соренсонова сетсра и Долоресин отац долазе у станицу у намери да посете своје вољене. |              |                         |                |                                      |                    |
| 125 | 15           | Сањам                   | Марк Бакленд   | Дејвид Милч, Бил Кларк               | 6. април 1999.     |
| Соренсонова повезаност са дилером дроге добро долази када је полицајац оптужен за упуцавање осумњиченог, Дајен и Џил имају расправу са комшилуком која би могла да измакне контроли, а Сиповиц има епизодни сан о својој прошлости који му помаже да се суочи са садашњошћу. Напомена: Појава ПОТ Силвије Костас. |              |                         |                |                                      |                    |
| 126 | 16           | Заражено непонашање     | Карен Гавиола  | Дејвид Милч, Бил Кларк               | 13. април 1999.    |
| Соренсон и његова девојка, Надин, имају емоционалну кризу, а Сиповиц изводи невероватан извод у намери да добије признање за убиство. |              |                         |                |                                      |                    |
| 127 | 17           | Не зајебавај се са мном | Стивен ДеПол   | Дејвид Милч, Бил Кларк               | 20. април 1999.    |
| Сиповиц и Соренсон истражују убиство жене која је опљачкана, а главни осумњичени је њен син наркоман, а пензионисани полицајац Мајк Робертс тражи помоћ од својих бивших колега када изгледа да је одговоран за злочин који се десио на његовом садашњем послу. |              |                         |                |                                      |                    |
| 128 | 18           | Господин Робертс        | Марк Тинкер    | Дејвид Милч, Бил Кларк               | 27. април 1999.    |
| Проблематични пензионисани детектив се суочава са лошим крајем, што изазива детектива да одговоре на његове позиве у помоћ. Сиповиц се осећа посебно кривим док не добије информацију од Џона Ирвина која га одводи до узрока трагедије. Напомена: Појава ПОТ Силвије Костас. Последња појава ЛАП Доне Абандандо. |              |                         |                |                                      |                    |
| 129 | 19           | Јудин свештеник         | Денис М. Вајт  | Дејвид Милч, Бил Кларк               | 4. мај 1999.       |
| Сиповиц и Соренсон морају да нађу још доказа у случају убиства, поручник Фенси помаже колеги са проблемом са пићем, а однос ПОТ Леа Кохена и Џил се завршава када он напусти одељење. |              |                         |                |                                      |                    |
| 130 | 20           | Нацртаћу ти мапу        | Дона Дич       | Дејвид Милч, Бил Кларк               | 11. мај 1999.      |
| Сиповиц је претерано бесан што мора да сведочи у случају убиства, а Силвија се плаши да Сиповиц не одговара адвокату Џејмсу Синклеру. На Сиповицево изненађење, Силвија мисли да би Соренсон био бољи сведок, а Енди полуци због Синклерове психолошке тортуре. У међувремену Раселова и Киркендалова истражују провалу у којој је удовица главни осумњичени, а сви мисле да је убица Амадуа Диала њима испред носа. Напомена: Појава ПОТ Силвије Костас. |              |                         |                |                                      |                    |
| 131 | 21           | Поглед говори то        | Парис Берклеј  | Бил Кларк, Бернадет МекНамара        | 18. мај 1999.      |
| Док Сиповица наставља да лови адвокат Џејмс Синклер, суђење добија грозан прекорет, а живот детектива из 15-те станице неће бити исти. Напомена: Последња појава ПОТ Силвије Костас. |              |                         |                |                                      |                    |
| 132 | 22           | Сигурна кућа            | Марк Тинкер    | Дејвид Милч, Бил Кларк               | 25. мај 1999.      |
| Страсти се пале између детектива у 15-тој станици што имплицира осумњичени за убиство Силвије Костас, кога дрше, док детективи брину за Ендијево стање ума, који је поново почео да пије и хоће да се убије. У међувремену Џон се осећа одговорним за Силвијину смрт. |              |                         |                |                                      |                    |